# Embajada de Ucrania en Moldavia
La Embajada de Ucrania en Chisináu es la misión diplomática de Ucrania en Moldavia. El edificio de la embajada se encuentra en la calle Vasile Lupu en Chisináu. El embajador de Ucrania en Austria ha sido Marko Shevchenko desde 2020.

## Historia

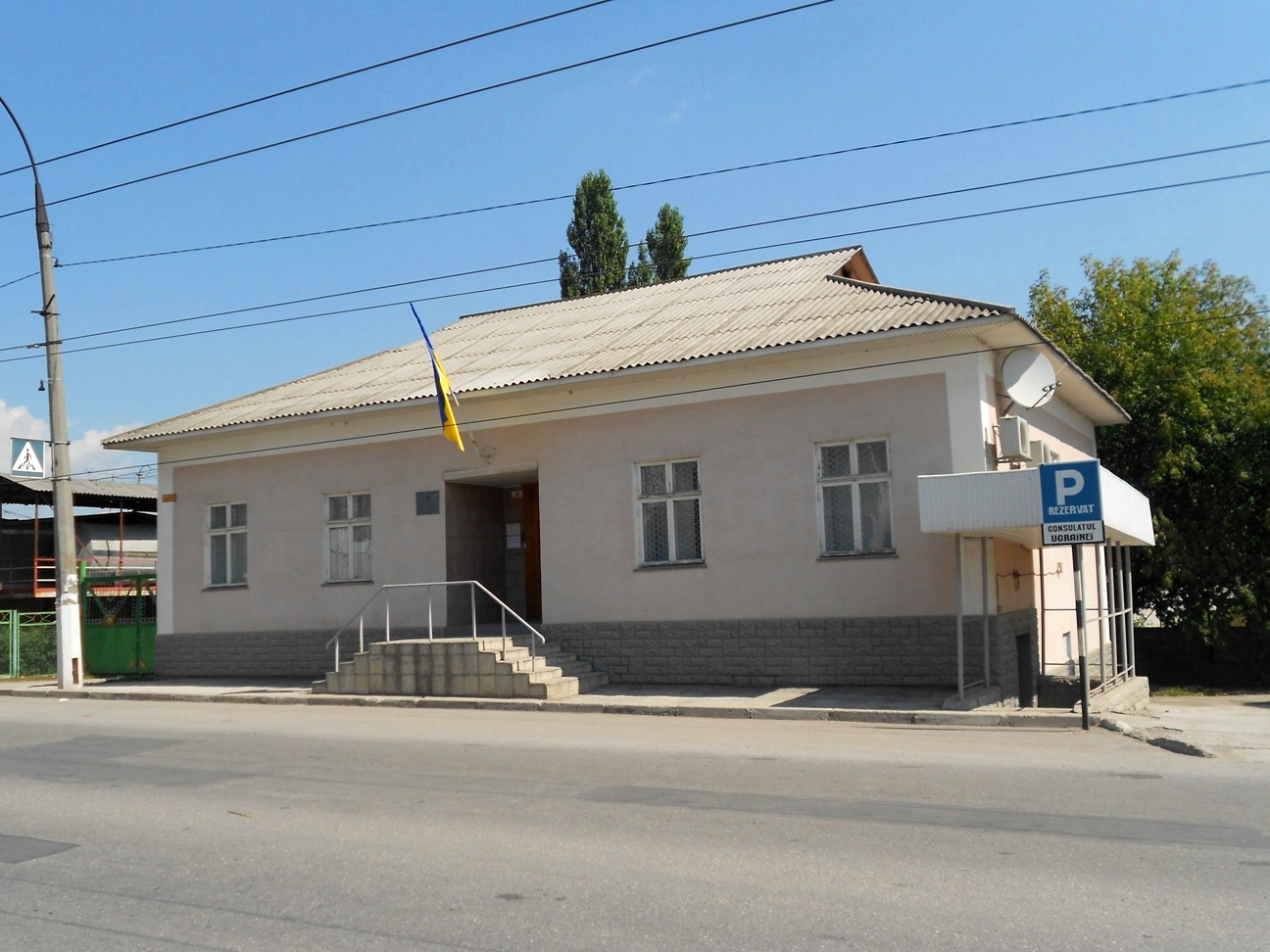
El consulado de Ucrania en Bălți

Tras el colapso de la Unión Soviética, Ucrania se declaró independiente en diciembre de 1991. Ucrania reconoció la nueva república de Moldavia el 21 de diciembre de 1991, y las relaciones diplomáticas se establecieron el 10 de marzo de 1992 en Bruselas. En 1993 se abrió la embajada de Ucrania en Chisináu.
El marzo de 2006, el gobierno ucraniano abrió un consulado en Bălți, la segunda ciudad más grande de Moldavia. Desde 2010, Ucrania también mantiene una 'casa ucraniana' (en ucraniano: Український дім) en la ciudad de Tiraspol, el capital de la autoproclamada república de Transnistria. 

## Embajadores

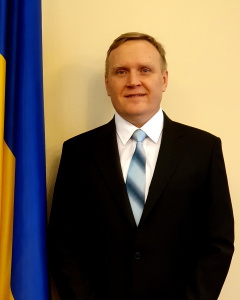
Embajador Marko Shevchenko

1. Vitaliy Boyko (1993-1994)[4]
2. Ivan Hnatyshyn (1996-2000)[4]
3. Petro Chaly (2000-2007)[4]
4. Sergey Pirozhkov (2007-2014)[4]
5. Ivan Hnatyshyn (2015-2019)[4]
6. Marko Shevchenko (2020-)[4]